# Drymodes
Drymodes là một chi chim trong họ Petroicidae.